# Reine Prat
Reine Prat, née le 6 mai 1950 à Marseille, est une haute fonctionnaire française, agrégée de lettres et inspectrice générale honoraire de la création, des enseignements artistiques et de l’action culturelle au ministère de la Culture. Elle est autrice de deux rapports ministériels, en 2006 et 2009, pour l'égalité femmes/hommes dans le secteur des arts et de la culture en France.

## Biographie

### Études et carrière professionnelle
Agrégée de lettres modernes, Reine Prat intègre le ministère de la Culture en 1981 en tant que chargée de mission à la direction du développement culturel, avant de devenir conseillère pour le théâtre et l'action culturelle à la Direction régionale des Affaires culturelles (DRAC) en région Provence-Alpes-Côte d'Azur.
Conseillère à la ville de Marseille pour la politique culturelle auprès de Dominique Wallon, elle dirige ensuite Arcanal, association pour le développement des images de la culture sous tutelle du Centre national de la cinématographie. C'est à ce moment-là qu'elle rencontre la théoricienne et activiste des médias Nathalie Magnan qu'elle invite à participer à l'écriture du catalogue de films d'Arcanal, devenue plus tard Images de la culture.
De 1995 à 1998, elle assure la direction de l’Institut français de Marrakech qu'elle contribue à réorganiser et à moderniser notamment dans le secteur éducatif et de la médiathèque. Elle lance et assure le suivi du chantier de réhabilitation de la maison et du jardin (riad) de l'orientaliste et traductrice du Coran Denise Masson, en lien avec la fondation Denise Masson, créée au sein de la Fondation de France. Selon le vœu de la donatrice, elle fait de ce riad un lieu de résidences et de rencontres intellectuelles et artistiques reliant les deux rives de la Méditerranée, animé par l'Institut français de Marrakech. C'est dans ce cadre qu'Abdellatif Laâbi, exilé en France, revient au Maroc.
Reine Prat passe commande à des artistes français et marocains d’œuvres spécifiquement conçues pour les espaces de l'Institut français. Ce programme, élaboré avec le concours de Jean-Louis Froment, a notamment permis l’émergence d’artistes comme Hicham Benohoud, Safaa Erruas, Younès Rahmoun et Batoul Shimi, l'exposition d'artistes marocains confirmés comme Mustapha Boujemaoui pour ses Travaux parisiens et la réalisation au Maroc de travaux d'Annette Messager, Pascal Convert, Anne-Marie Jugnet, Bernard Faucon et d’autres.
Elle rejoint le ministère de la Culture et de la Communication en 1998, d'abord à la Direction de la musique, du théâtre et du spectacle vivant (DMDTS, aujourd'hui DGCA) où elle exerce les fonctions de conseillère pour le théâtre auprès du directeur Dominique Wallon. Elle est successivement chargée par Catherine Tasca de la coordination du bicentenaire de Victor Hugo puis de la conception et de la mise en œuvre de l’Année George Sand par Jean-Jacques Aillagon.
De retour à la DMDTS, de 2005 à 2010, comme inspectrice générale de la création, des enseignements artistiques et de l'action culturelle, elle est chargée par le directeur, Jérôme Bouët, d'une mission pour l'égalité et la diversité dans les arts du spectacle.
De 2010 à 2013, elle intègre la DRAC Guyane comme conseillère spéciale pour la politique linguistique, le patrimoine immatériel, le livre et la lecture. Son action porte notamment sur la reconnaissance du multilinguisme et sur un projet de classement au patrimoine culturel immatériel de l'Unesco du rituel wayana, le maraké, projet qui n'aboutit pas. En 2013, elle est nommée directrice régionale des affaires culturelles en Martinique.

### Engagements associatifs et activisme
En 1998, Reine Prat crée l’association De la mule au web avec Nathalie Magnan et Patrick Ciercolès, plus tard rejoints par Liliane Schaus, dans un but éditorial. Après la publication de Morgiou 1923-1944, mes souvenirs, signé Gaby Robert de Morgiou, la mère de Reine Prat, l'association est mise en sommeil. Depuis le décès de Nathalie Magnan survenu le 15 octobre 2016, De la mule au web s’investit dans la préservation et la valorisation des archives de cette pionnière du media-activisme et du cyberféminisme en France.
Présidente de l'association, Reine Prat coordonne en 2018  l’événement TRANS//BORDER, Les Enseignements de Nathalie Magnan au Mucem et à la Belle de Mai, à Marseille,. Cette manifestation prend pour point de départ les travaux de Nathalie Magnan, à la fois théoricienne, cinéaste engagée, navigatrice et enseignante, et met à l'honneur de nombreux artistes, chercheurs et activistes qui continuent d'explorer son œuvre.
En 2019, Reine Prat répond à l'invitation de la plateforme de recherche HerStory[réf. nécessaire] visant à fabriquer des archives vivantes et féministes à travers les voix d'artistes et militants du monde entier. L'archive vidéo de Reine Prat rejoint celle de Rokhaya Diallo, Élisabeth Lebovici, Silvia Federici, Isabelle Cambourakis, Émilie Notéris et tant d'autres[pas clair].
En février 2020, elle intervient à l’invitation de Si/si, les femmes existent pour le lancement du Jeu de 7 familles Résistantes sur le thème « Redonner leur place aux femmes dans l’histoire ».
En 2020, Reine Prat dépose les archives de Nathalie Magnan, avec qui elle s'est mariée le 31 janvier 2015 et dont elle est l'ayant droit, aux archives de la critique d’art (ACA) à Rennes.

## Les rapports de la mission ÉgalitéS
En avril 2006, alors chargée de mission auprès du directeur pour l'égalité homme/femme dans les arts du spectacle à la DMDTS, Reine Prat est l'autrice d'un rapport qui expose, chiffre et documente pour la première fois la sous-représentation des femmes aux responsabilités mais aussi leurs difficultés d'accès aux moyens de productions et aux subventions dans le secteur culturel.
Ce rapport est intitulé Pour l'égal accès des femmes et des hommes aux postes de responsabilité, aux lieux de décision, à la maîtrise de la représentation. Premier écrit officiel sur les questions de genre publié par le ministère de la Culture, le rapport rappelle également le rôle et la responsabilité de l'État dans la réduction des inégalités et invite à une mobilisation globale du secteur culturel pour œuvrer à plus de parité et d'égalité.
Alors que la prise de conscience et les déclarations d'intention semblaient[réf. nécessaire] annoncer des changements profonds, en mai 2009, un second rapport signé Reine Prat, confirme l'exposé de 2006, affine l'analyse et renforce les propositions : Pour l'égal accès des femmes et des hommes aux postes de responsabilité, aux lieux de décision, aux moyens de production, aux réseaux de diffusion, à la visibilité médiatique - 2 - De l'interdit à l'empêchement.
Ce rapport fait « l'effet d'une bombe »  selon la formule de la journaliste et essayiste Mona Chollet qui est reprise par la presse et les professionnels des arts et de la culture de l'époque,.
À la lecture de ce second rapport et devant le constat d'une situation qui n'évolue pas, des collectifs de professionnels du secteur de la culture se constituent. Parmi eux, le mouvement HF se crée dès 2009 à Lyon, sous l'impulsion de Sylvie Mongin-Algan, donnant naissance ensuite à l'association HF Rhône Alpes présidée par Anne Grumet. Désormais ce mouvement est présent dans plusieurs régions de France et chaque antenne se mobilise pour continuer à interpeller les milieux professionnels, les élus et le public pour une parité réelle dans les arts et la culture,,.
En 2013, la sénatrice Brigitte Gonthier-Maurin s'appuie sur les rapports de Reine Prat pour présenter devant la Délégation aux droits des femmes et à l'égalité des chances entre les hommes et les femmes du Sénat un exposé sur le thème « La place des femmes dans l'art et la culture ».
Depuis la parution de ses deux rapports, Reine Prat poursuit ses travaux et réflexions sur l'égalité et les discriminations dans les arts et la culture. Elle est ainsi régulièrement sollicitée et citée par les médias comme experte de cette question notamment aux côtés de professionnelles telle Aurore Évain, . Elle est invitée en août 2018 aux côtés de Carole Thibaut au micro de Romain de Becdelièvre pour une émission radiophonique intitulée Inégalités femme/homme dans le spectacle vivant : rien ne change ? sur France Culture.
Le 14 octobre 2021, elle publie Exploser le plafond. Précis de féminisme à l'usage du monde de la culture aux éditions Rue de l'échiquier dans la collection Les Incisives.

## Publications
- Mustapha Boujemaoui : Les travaux parisiens de 1996 , Catalogue publié par l'Institut français de Marrakech pour l'exposition du 18 oct.- 16 nov. 1996, textes de Reine Prat et de Jean-Louis Froment, entretien avec l'artiste réalisé par Abdallah Karroum, 1996
- Pour l'égal accès des femmes et des hommes aux postes de responsabilité, aux lieux de décision, à la maîtrise de la représentation, , Ministère de la Culture et de la Communication, Direction de la musique, de la danse, du théâtre et des spectacles, 2006 (OCLC 1050076561).
- Pour l'égal accès des femmes et des hommes aux postes de responsabilité, aux lieux de décision, aux moyens de production, aux réseaux de diffusion, à la visibilité médiatique - 2 - De l'interdit à l'empêchement, Ministère de la Culture et de la Communication, Direction de la musique, de la danse, du théâtre et des spectacles, 2009 (OCLC 1050078453).
- Arts et culture... Et que rien ne change ! pages 187 à 191 dans Travail, genre et sociétés n°34, 2015
- Exploser le plafond : précis de féminisme à l'usage du monde de la culture, Paris, rue de l'Échiquier, 2021 (ISBN 978-2-37425-310-7 et 2-37425-310-4, OCLC 1281166923)
- Reine Prat, Séverine David, Séverine Forlani et France, 2004, année George Sand: présentation du portail d'actualité du bicentenaire : www.georgesand.culture.fr, Ministère de la Culture et de la Communication, 2004 (OCLC 469977614)
- Armand Gatti, les films 1960-1991, Arcanal, 1991 (ISBN 978-2-9506218-0-1, OCLC 29539672).